# Geonoma triandra
Geonoma triandra är en enhjärtbladig växtart som först beskrevs av Karl Ewald Maximilian Burret, och fick sitt nu gällande namn av Jan Gerard Wessels Boer. Geonoma triandra ingår i släktet Geonoma och familjen Arecaceae. Inga underarter finns listade i Catalogue of Life.